# Cathédrale de Nuuk
La cathédrale de Nuuk est une église évangélique luthérienne située à Nuuk.

## Histoire
L'église a été construite de 1848 à 1849 et a été consacrée le 6 avril 1849. Elle a été payée en totalité par le Fonds de Karen Ørsted.
Lorsqu'elle a été consacrée, elle est devenue l'église de la congrégation de Nuuk, remplaçant les responsabilités de nombreuses églises plus anciennes de Nuuk, dont la plus ancienne datait de 1758.
Jusqu'au 6 mai 1993, la cathédrale de Copenhague était également la cathédrale du Groenland, mais lorsque la loi sur l'église et l'école du Groenland est entrée en vigueur le 6 mai 1993, l'église est officiellement devenue la cathédrale du Groenland.
Le premier évêque du Groenland (en 616 ans) a été Kristian Mørk qui a été ordonné en 1994, (l'ancien évêque du Groenland était Álfur Last-Bishop en 1378). K Mørk a quitté son siège l'année suivante et Sofie Petersen (39 ans), originaire du Groenland, est devenue évêque du Groenland. S Petersen est la deuxième femme à devenir évêque de l'Église du Danemark .
Le bâtiment annexe à côté de la cathédrale est le siège réel de l'évêque du Groenland, la cathédrale elle-même ne détient pas le siège.

### Construction
À l'origine, l'église était construite avec ce qu'on appelle des colombages, une charpente en bois. Plus tard, le bâtiment a été lambrissé à l'extérieur de panneaux de bois rouge. En conjonction avec les panneaux extérieurs, l'intérieur a également été lambrissé, les panneaux intérieurs sont peints en blanc.
Le clocher en bois est un ajout ultérieur, il a été érigé en 1928.
L'église a été alimentée en électricité en 1949.
En 2008, l'horloge de la tour a subi une restauration de 14 jours et le mouvement mécanique a été remplacé par un "mécanisme" numérique.
Les deux grands candélabres en laiton de l'autel sont un cadeau de l'Église de Norvège.
L'orgue de l'église est un Marcussen & Søn de 1970 à 11 rangs.

## Lieu
- La statue de Hans Egede est située sur la colline au-dessus de l'église[1].

- En face de la cathédrale se dresse un buste en bronze du célèbre compositeur Jonathan Petersen.

Lors des célébrations de la fête nationale, de grandes foules se rassemblent généralement autour de l'église.

## Galerie

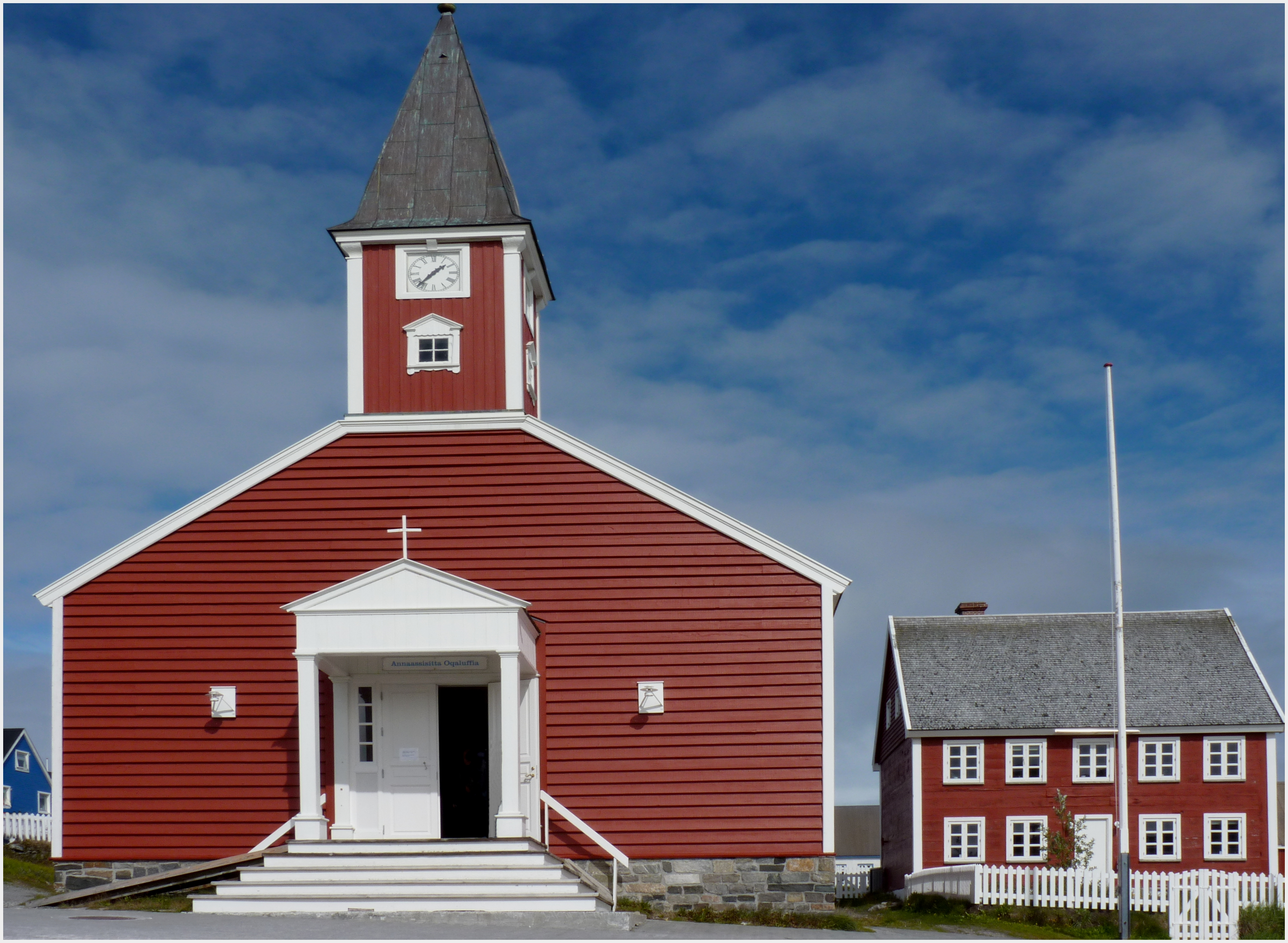
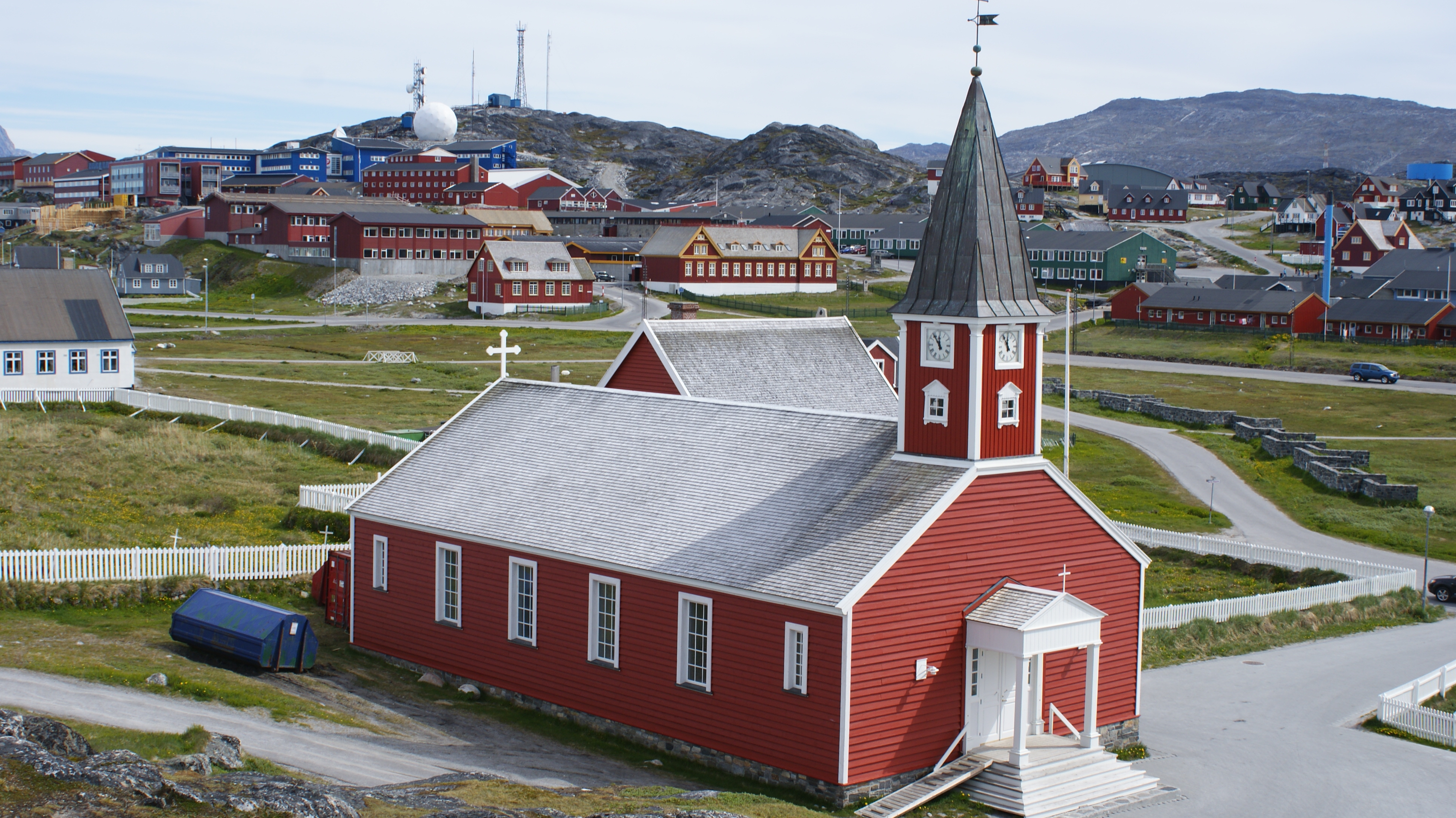
Vue de la cathédrale et du vieux Nuuk
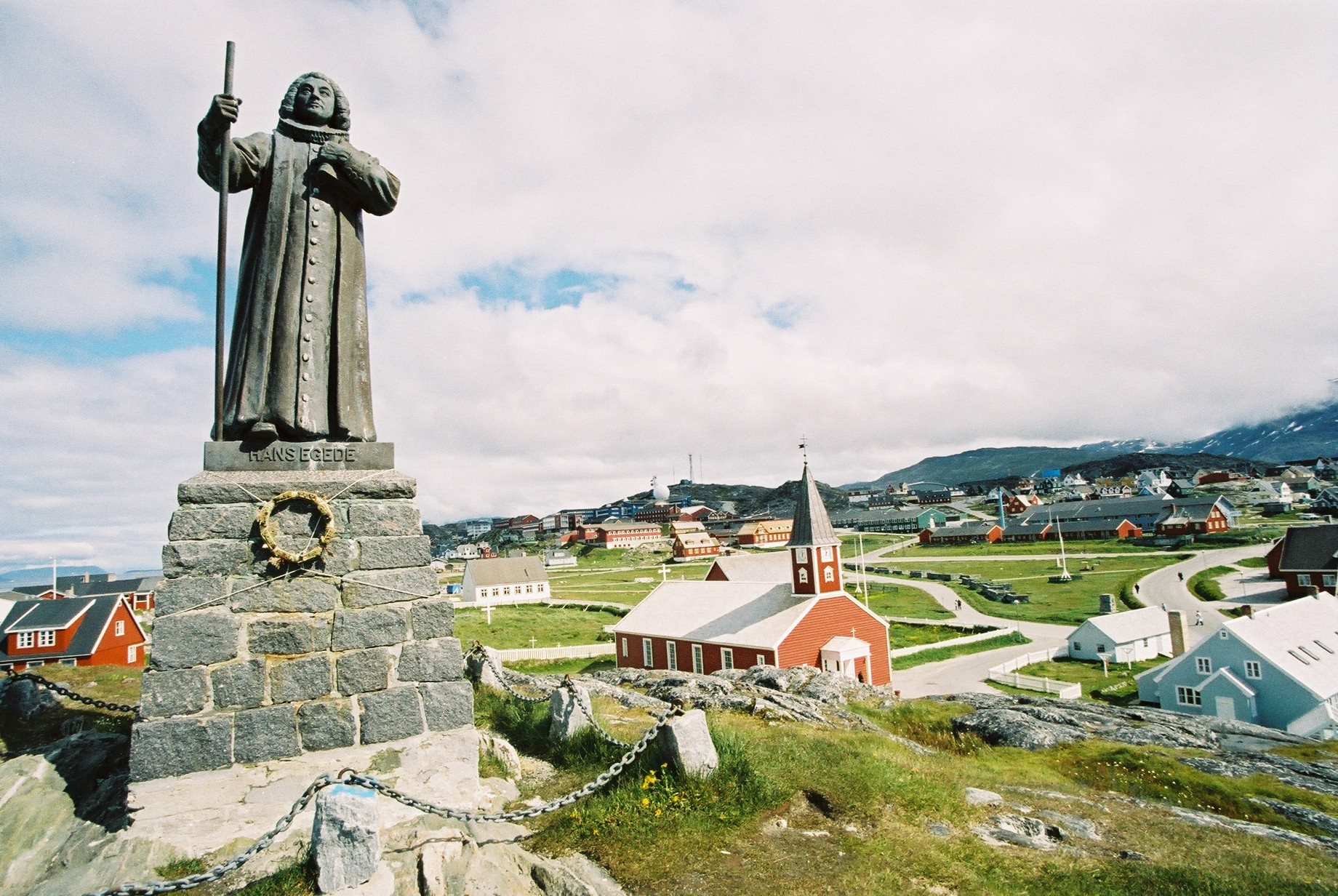
La statue de Hans Egede située en face de la cathédrale
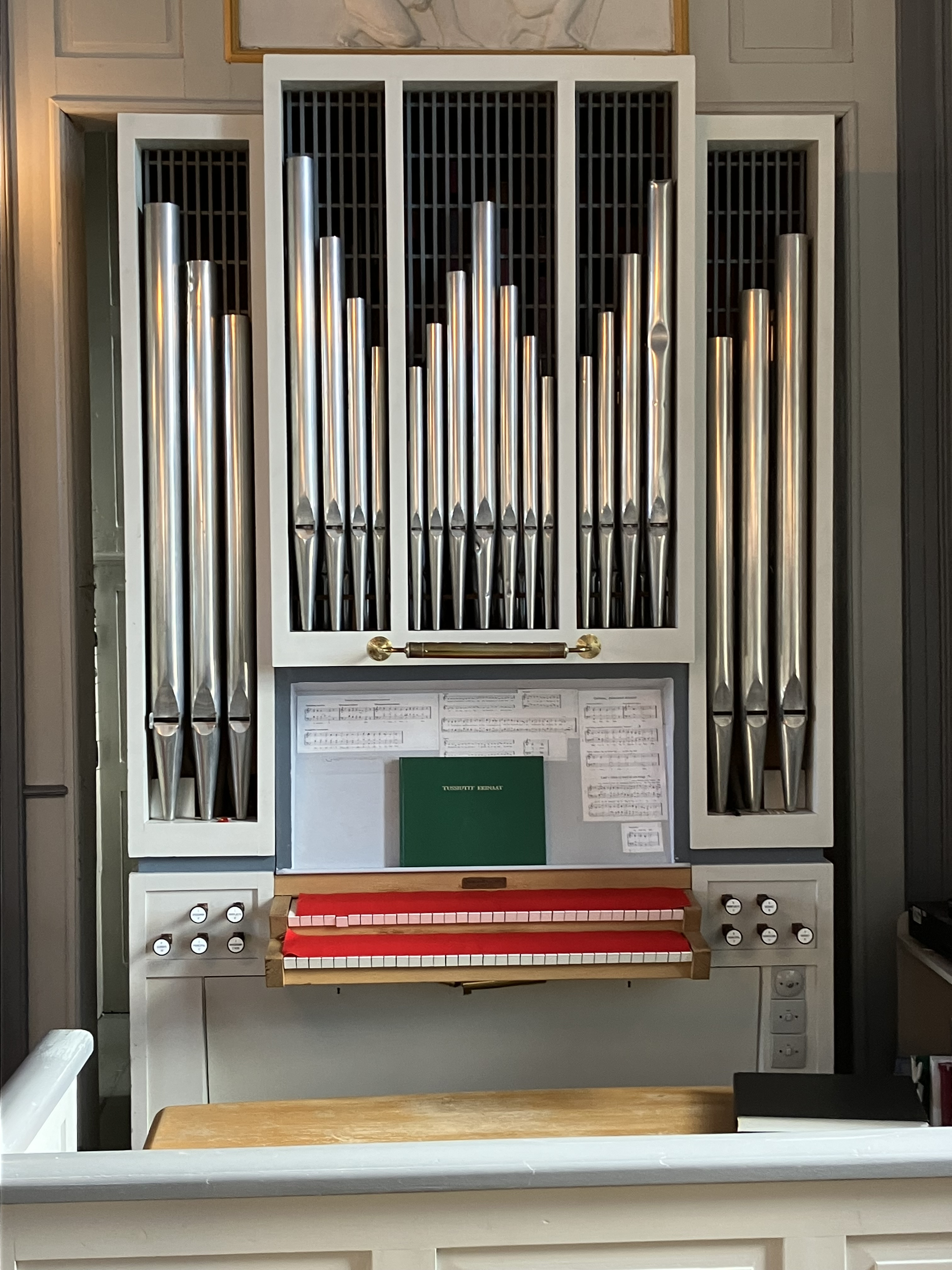
Orgue Marcussen de la cathédrale